# Guadarrama
Guadarrama là một đô thị trong Cộng đồng Madrid, Tây Ban Nha. Đô thị Torrejón de Velasco có diện tích 56,54 km², dân số theo điều tra năm 2010 của Viện thống kê quốc gia Tây Ban Nha là 15.155 người. Đô thị Torrejón de Velasco nằm ở khu vực có độ cao 981 mét trên mực nước biển.